# 黑粉
黑粉是指一些非常討厭某名流、偶像或某事物的一類人，有的會特意創作出一些衍生作品來嘲諷他們所討厭的偶像和明星。很多黑粉會在某個论坛和网站上互相吐槽某位偶像。一些黑粉還會對某些明星進行人肉搜索、跟踪、散布谣言、窃取其个人物品或信息、辱骂或骚扰。

## 例子
2006年，韓國流行音樂组合東方神起的一名黑粉假扮化妝師給鄭允浩送了一瓶强力胶果汁，結果鄭允浩喝了强力胶果汁後嘴唇被黏住，嘴角撕裂流血，人出現嘔吐反應，最後被緊急送醫。 他最終没有對这位黑粉提出指控，而是选择原谅她。